# Gradnița, Dobrici
Gradnița (în bulgară Градница, în română Pirlichioi, în turcă Pirliköy) este un sat în comuna Tervel, regiunea Dobrici, Dobrogea de Sud, Bulgaria. 
Între anii 1913-1940 a făcut parte din plasa Curtbunar a județului Durostor, România. Lângă localitate au mai existat două așezări (azi dispărute) numite în timpul administrației românești: Pirli-Daulgilar și Pirliul-Nou (în bulgară Perlovtsi).

## Demografie
Componența etnică a satului Gradnița
     Turci (97,17%)
     Bulgari (2,25%)
     Nicio identificare (0,56%)
     Altele (0%)
La recensământul din 2011, populația satului Gradnița era de 354 locuitori. Din punct de vedere etnic, majoritatea locuitorilor (97,17%) erau turci, cu o minoritate de bulgari (2,25%). Pentru 0,56% din locuitori nu este cunoscută apartenența etnică.